# Portsmouth-traktaten
Portsmouth-traktaten endte formelt den russisk-japanske krig (1904-05). Den blev underskrevet 5. september 1905 på Portsmouth Naval Shipyard nær Portsmouth i New Hampshire i USA, af Sergius Witte og Roman Rosen for Rusland, og af Komura Jutaro og Takahira Kogoro for Japan. Fyodor Martens og andre diplomater fra begge nationer boede i New Castle, New Hampshire, på "grand Hotel Wentworth by the Sea", og blev færget over til forhandlingerne, der blev holdt på den anden side af Piscataquafloden på basen, som lå i Kittery, Maine.
I henhold til traktaten rømmede både Rusland og Japan Manchuriet og tilbagegav dets suverænitet til Kina, men Japan leasede Liaodonghalvøen (hvorpå Port Arthur og Talien lå) og det russiske jernbanenet i den sydlige del af Manchuriet med adgang til strategiske resurser. Japan overtog også den sydlige del af øen Sakhalin fra Rusland. Selv om Japan fik mange indrømmelser fra traktaten var det stadig langtfra det den japanske offentlighed var blevet sat i vente, eftersom de første japanske krav havde været en overdragelse af hele Sakhalin øen samt en krigsskadeerstatning. Frustrationen over dette ledte til Hibiya-optøjerne og kollapset af Katsura Taros regering 7. januar 1906.
Under forhandlingerne om en traktat, som blev mæglet af Theodore Roosevelt (hvilket gav ham Nobels fredspris i 1906), søgte begge sider fred — russerne havde lidt en serie af nederlag, mens japanerne var kommet i en alvorlig økonomisk krise. Forhandlingerne varede hele august.
Forud for forhandlingerne havde Japan underskrevet Taft-Katsura-aftalen med USA i juli 1905, hvori de anerkendte japansk kontrol over Korea til gengæld for amerikansk dominans i Filippinerne. Samtidig aftalte japanerne med Storbritannien at udvide den engelsk-japanske traktat så den dækkede hele Østasien til gengæld for at Storbritannien også anerkendte japansk kontrol over Korea. Traktaten underbyggede Japans opkomst til en dominerende magt i Østasien og tvang Rusland til at opgive sin ekspansionspolitik i området, men den blev ikke vel modtaget i den japanske befolkning.
I 2005 blev der hele sommeren igennem afholdt en række arrangementer i Portsmouth, New Hampshire, for at markere 100 års jubilæet for underskrivelsen af traktaten, inklusiv et besøg af en destroyer fra den amerikanske flåde, en parade og en rekonsktruktion af de to krigsførende landes diplomaters ankomst. Traktaten blev underskrevet kl. 15:47 d. 5. september 1905 og markeret af en æresgarde og affyringen af en 19-kanons salut og der blev ringet med områdets kirkeklokker. Disse lyde blev gengivet på samme dato i 2005, under rekonstruktionen af underskrivelsen.